# DC Entertainment
DC Entertainment est une entreprise de médias américaine, filiale de Warner Bros. Entertainment, chargée de la supervision des propriétés et personnages de l'éditeur DC Comics ainsi que de leurs utilisation.
Créée en 2009, dans le but de réunir les différentes unités de l'éditeur, elle s'occupe des licences de l'éditeur dans différents domaines : comics, produits dérivés, jeux vidéo, etc. L'unité est également responsable des droits des productions de DC Comics datant d'avant sa création.
DC Entertainment s'occupait également de co-produire les adaptations cinématographique en prise de vue réelle avant la création du studio DC Films, qui a pris le relais en 2016. En 2022, le studio est renommé DC Studios et prend également le relais sur les adaptations télévisées et d'animations.
Depuis 2017, elle est également responsable du service DC Universe Infinite, en association avec Warner Bros. Digital Networks.

## Historique
En septembre 2009, Warner Bros. annonce la création de DC Entertainment, une division qui s'occupera de gérer tout ce qui touche à DC Comics. L'éditeur et ses différentes unités sont donc intégrées à cette division et en deviennent une filiale. Diane Nelson, à l'époque présidente de Warner Premiere, est choisie pour présider cette division.
En février 2010, DC Entertainment nomme Jim Lee et Dan DiDio co-publicateurs ; Geoff Johns devient directeur créatif ; John Rood, responsable des ventes, du marketing et du développement ; et Patrick Caldon, responsable des finances et de l'administration,
En octobre 2013, DC Entertainment annonce que les bureaux de DC Comics, qui se trouvent à New York, vont être transférés à Burbank où se trouvent les leurs ainsi que ceux de Warner Bros. Les autres unités de l'éditeur avait déjà changées leurs bureaux là-bas en 2010.
En avril 2015, elle lance sa première franchise multi-plateforme pour enfant : DC Super Hero Girls.
En 2016, à la suite de l'échec critique de Batman v Superman : L'Aube de la justice, Warner Bros. décide de corriger la direction que prend l'univers cinématographique DC et retirer la gestion des adaptations en prise de vue réelle à DC Entertainment et de les confier à DC Films, un studio spécialement pour les films adaptés de l'éditeur. L'unité conserve néanmoins la gestion du reste des adaptations de l'éditeur.
En 2017, DC Entertainment s'associe avec l'unité digital de Warner Bros. pour lancer son service de streaming : DC Universe. Ce dernier est lancé en 2018 avec deux séries télévisées originales.
En 2018, Diane Nelson quitte la présidence de DC Entertainment. Geoff Johns, qui était également en poste chez DC Films, quitte également son poste pour se concentrer sur l'écriture et la production. En septembre, DC Entertainment rejoint la division Warner Bros. Global Brands and Experiences (en) de Warner Bros., présidé par Pam Lifford.

## Filmographie

### Cinéma
Lors de sa création, DC Entertainment était responsable des adaptations cinématographiques de ses propriétés. Néanmoins, après la sortie de Batman v Superman : L'Aube de la justice, Warner Bros. décide de créer un studio, DC Films, destiné à la production de films notamment ceux de l'univers cinématographique DC. Jusqu'en 2022, DC Entertainment était donc uniquement responsable des projets qui ne passent pas par DC Films. Quand DC Films devient DC Studios, il devient alors responsable de tous les projets cinématographiques DC Comics notamment le DC Universe.
| Année | Film                                     | Réalisation                      | Partenaires de production                                                                           |
| ----- | ---------------------------------------- | -------------------------------- | --------------------------------------------------------------------------------------------------- |
| 2009  | Watchmen : Les Gardiens                  | Zack Snyder                      | Warner Bros. Pictures Paramount Pictures Legendary Pictures Lawrence Gordon/Lloyd Levin Productions |
| 2010  | Jonah Hex                                | Jimmy Hayward                    | Legendary Pictures Mad Chance Productions Weed Road Pictures                                        |
| 2011  | Green Lantern                            | Martin Campbell                  | De Line Pictures                                                                                    |
| 2012  | The Dark Knight Rises                    | Christopher Nolan                | Warner Bros. Pictures Legendary Pictures Syncopy Films                                              |
| 2013  | Man of Steel                             | Zack Snyder                      | Legendary Pictures Syncopy Films                                                                    |
| 2016  | Batman v Superman : L'Aube de la justice | Zack Snyder                      | RatPac Entertainment Atlas Entertainment Cruel and Unusual Films, Inc                               |
| 2017  | Lego Batman, le film                     | Chris McKay                      | Warner Bros. Animation RatPac Entertainment The Lego Group Lin Pictures Lord/Miller Enterprises     |
| 2018  | Teen Titans Go ! Le film                 | Aaron Horvath Peter Rida Michail | Warner Bros. Animation                                                                              |
| 2022  | Krypto et les Super-Animaux              | Jared Stern Sam Levine           | Warner Bros. Animation Seven Bucks Productions A Stern Talking To                                   |

### Films vidéos
Jusqu'en 2022, DC Entertainment co-produisait les films vidéos d'animation adaptés de ces propriétés à partir de 2009. DC Studios prend le relais en 2022.

### Séries télévisées
Comme pour les films et vidéos, DC Entertainment co-produisait les séries télévisées à partir de 2009. DC Studios prend le relais en 2022.
| Année       | Série                        | Chaîne d'origine                                       | Partenaires de production                                                     |
| ----------- | ---------------------------- | ------------------------------------------------------ | ----------------------------------------------------------------------------- |
| 2001-2010   | Smallville (saisons 9 et 10) | The WB (saisons 1 à 5) The CW (saisons 6 à 10)         | Warner Bros. Television Tollin/Robbins Productions Millar Gough Ink           |
| 2010-2011   | Human Target : La Cible      | Fox                                                    | Warner Bros. Television Wonderland Sound and Vision                           |
| 2012-2020   | Arrow                        | The CW                                                 | Warner Bros. Television Berlanti Productions                                  |
| 2014-2015   | Constantine                  | NBC                                                    | Warner Bros. Television Ever After Productions Phantom Four Films             |
| 2014-2019   | Gotham                       | Fox                                                    | Warner Bros. Television Primrose Hill Productions                             |
| 2014-2023   | Flash                        | The CW                                                 | Warner Bros. Television Berlanti Productions Bonanza Productions              |
| 2015-2019   | iZombie                      | The CW                                                 | Warner Bros. Television Spondoolie Productions                                |
| 2015-2021   | Supergirl                    | CBS (saison 1) The CW (saisons 2 à 6)                  | Warner Bros. Television Berlanti Productions                                  |
| 2016-2022   | Legends of Tomorrow          | The CW                                                 | Warner Bros. Television Berlanti Productions                                  |
| 2016-2021   | Lucifer                      | Fox (saisons 1 à 3) Netflix (saisons 4 à 6)            | Warner Bros. Television Jerry Bruckheimer Television                          |
| 2017        | Powerless                    | NBC                                                    | Warner Bros. Television Ehsugadee Productions                                 |
| 2018-2021   | Black Lightning              | The CW                                                 | Warner Bros. Television Berlanti Productions Akil Productions                 |
| 2018-2019   | Krypton                      | Syfy                                                   | Warner Horizon Television Phantom Four Films                                  |
| 2018-2023   | Titans                       | DC Universe (saisons 1 et 2) HBO Max (depuis saison 3) | Warner Bros. Television Berlanti Productions Weed Road Pictures               |
| 2019-2023   | Doom Patrol                  | DC Universe HBO Max (depuis saison 2)                  | Warner Bros. Television Berlanti Productions Jeremy Carver Productions        |
| 2019        | Swamp Thing                  | DC Universe                                            | Warner Bros. Television Big Shoe Productions, Inc. Atomic Monster Productions |
| 2019-2022   | Pennyworth                   | Epix (saisons 1 et 2) HBO Max (saison 3)               | Warner Horizon Television Primrose Hill Productions                           |
| 2019-2022   | Batwoman                     | The CW                                                 | Warner Bros. Television Berlanti Productions                                  |
| 2019        | Watchmen                     | HBO                                                    | Warner Bros. Television Paramount Television White Rabbit                     |
| 2020-2022   | Stargirl                     | DC Universe (saison 1) The CW                          | Warner Bros. Television Berlanti Productions Mad Ghost Productions            |
| depuis 2021 | Superman & Lois              | The CW                                                 | Warner Bros. Television Berlanti Productions                                  |
| depuis 2021 | Sweet Tooth                  | Netflix                                                | Warner Bros. Television Nightshade Team Downey                                |
| 2022        | Naomi                        | The CW                                                 | Warner Bros. Television ARRAY Filmworks                                       |
| 2022        | DMZ                          | HBO Max                                                | Warner Bros. Television ARRAY Filmworks                                       |

### Séries d'animation
Comme pour les productions précédentes, DC Entertainment co-produisait les séries d'animation adaptées de ces propriétés à partir de 2009. DC Studios prend le relais en 2022.